# Punter

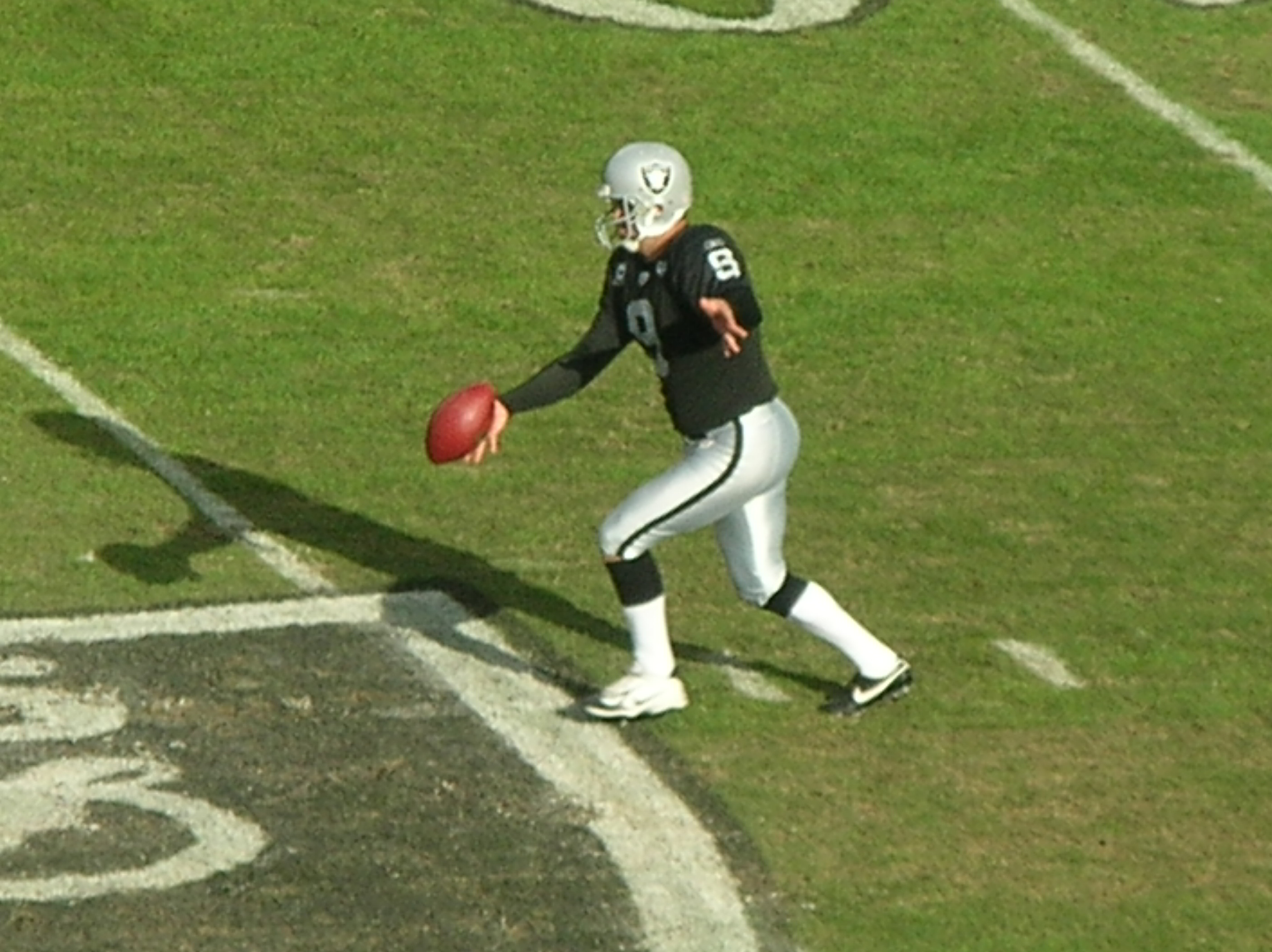
O jogador Shane Lechler executando o punt em novembro de 2008.

O punter (P) é uma posição do futebol americano que atua no time de especialistas cuja responsabilidade é fazer o chute de devolução (punt). O punter recebe o snap diretamente do long snapper, que está posicionado na linha de scrimmage, e executa o punt, chutando a bola o mais longe possível para o adversário, a fim de dar a ele a menor vantagem possível em campo. Isto geralmente acontece numa situação de quarta descida no futebol americano dos Estados Unidos ou na terceira descida no futebol americano canadense. Os punters podem fazer parte também do fake punt nas mesmas situações de devolução de bola, quando lançam ou correm com a bola ao invés de executar o punt.
Durante o chute de devolução, um bom punter precisa ter um excelente hangtime, o tempo que a bola fica "pendurada" no ar. Isso dá tempo para seus companheiros chegarem ao retornador adversário.
Apesar de serem desvalorizados no futebol americano da NFL, a posição de punter é de extrema importância em termos de posição de campo. Quanto mais longe o chute, mais difícil será para o adversário percorrer o campo inteiro para pontuar.

## Coffin corner
Um coffin corner acontece quando um punter faz um chute quase perfeito para a lateral do campo, acertando a linha de cinco jardas do adversário, ou até menos, próximo à end zone adversária. O punter também pode chutar a bola nos limites do campo e esperar que ela pare, sem ser retornada, o mais próximo possível da end zone. Caso a bola role para a end zone, é caracterizado um touchback, e a bola vai automaticamente para a linha de 20 jardas.

## Recrutamento
Ray Guy, ex-punter do Oakland Raiders, foi o único punter de origem a ser selecionado na primeira rodada de um recrutamento da NFL. Guy é considerado por ter valorizado a posição e até é creditado como um dos responsáveis pelos três Super Bowls do Oakland. Ele jogou entre 1973 e 1986, e terminou a carreira com uma média de 42,4 jardas por punt.